# War and Pain
War and Pain es el álbum debut banda canadiense de thrash metal Voivod. Lanzado originalmente en 1984 por la discográfica Metal Blade Records y reeditado en 2004 por su vigésimo aniversario.

## Lista de canciones
Todas las canciones compuestas por Voivod, excepto las indicadas.
1. "Voivod" – 4:16
2. "Warriors of Ice" – 5:06
3. "Suck Your Bone" – 3:32
4. "Iron Gang" – 4:15
5. "War and Pain" – 4:55
6. "Blower" – 2:43
7. "Live for Violence" – 5:11
8. "Black City" – 5:07
9. "Nuclear War" – 7:02

### Edición del 20° aniversario

#### Disco 1
War and Pain (Remasterizado)
1. "Voivod" – 4:16
2. "Warriors of Ice" – 5:06
3. "Suck Your Bone" – 3:32
4. "Iron Gang" – 4:15
5. "War and Pain" – 4:55
6. "Blower" – 2:43
7. "Live for Violence" – 5:11
8. "Black City" – 5:07
9. "Nuclear War" – 7:02

Anachronism(primer concierto, junio de 1983)
1. "Condemned to the Gallows" – 5:07
2. "Blower" – 3:01
3. "Voivod" – 3:50

To the Death (Metal Massacre 5, enero de 1984)
1. "Condemned to the Gallows" – 5:09
2. "Voivod" – 4:41
3. "Iron Gang" – 4:24

#### Disco 2
Morgoth Invasion (Demo en vivo, diciembre de 1984)
1. "Build Your Weapons" – 4:42
2. "War and Pain" – 6:25
3. "Condemned to the Gallows" – 4:52
4. "Warriors of Ice" – 5:07
5. "Helldriver" – 3:57
6. "Horror" – 3:52
7. "Black City" – 5:32
8. "Nuclear War" – 6:32
9. "Blower" – 3:04
10. "Live for Violence" – 6:45
11. "Ripping Headaches" – 3:12
12. "Iron Gang" – 4:19
13. "Korgull the Exterminator" – 4:50
14. "Suck Your Bone" – 4:25
15. "Witching Hour" (Venom) – 2:51
16. "Chemical Warfare" (Jeff Hanneman, Kerry King) – 6:17

## Créditos
- Denis "Snake" Bélanger – voz
- Denis "Piggy" D'Amour – guitarra
- Jean-Yves "Blacky" Thériault – bajo
- Michel "Away" Langevin – batería